# Беллетристика
Беллетри́стика (от фр. belles lettres — «изящная словесность») — общее название художественной литературы в стихах и прозе, либо же исключая стихи и драматургию.
Словари русского языка выделяют три значения слова беллетристика: во-первых как обозначение художественной литературы в отличие от документальной и научно-популярной (так называемой литературы нон-фикшн); во-вторых — как название прозы в отличие от поэзии и в-третьих — как название «лёгкого чтения» в отличие от «серьёзного». В качестве термина современного русского литературоведения беллетристика используется в значении, близком к третьему, хотя и более глубоком, не сводящемся к простому противопоставлению лёгкого и серьёзного.

## Жанр
Слово «беллетристика» часто упоминается в значении «массовой литературы», противостоящей «высокой литературе». Это противопоставление уходит корнями в статьи литературных критиков XIX века Виссариона Белинского и Дмитрия Писарева, которые иногда употребляли это слово по отношению к литературе, которая не вписывалась в рамки их социальных схем.
В широком смысле сло́ва беллетристика противостоит публицистике, то есть документальному жанру, очень распространённому в литературных журналах XIX века. Поскольку «беллетристика» — французское слово, упомянутые критики часто использовали его в пренебрежительном ключе по отношению к литературе, которая воспевала буржуазные идеалы, а также «текст ради текста», «словесность ради словесности», где нет социального подтекста.
В узком смысле беллетристика — это лёгкая литература, чтение для отдыха, приятное времяпрепровождение на досуге.
Беллетристика представляет собой «срединное поле» литературы, произведения которого не отличаются высокой художественной оригинальностью и ориентированы на усреднённое сознание, апеллируют к общепринятым моральным и нравственным ценностям. Беллетристика тесно связана с модой и стереотипами, популярными темами, а также может касаться серьёзных и актуальных общественных вопросов и проблем. Типажи героев, их профессии, привычки, увлечения, — всё это соотносится с массовым информационным пространством и циркулирующими в нём представлениями большинства. Однако при этом, в отличие от массовой литературы, часто поставленной на «конвейер» с использованием «литературных негров», беллетристику отличает наличие авторской позиции и интонации, углубление в человеческую психологию. Но чёткого разграничения между беллетристикой и массовой литературой нет.
В основном беллетристы отражают общественные явления, состояние общества, настроения, и очень редко проецируют свой собственный взгляд в это пространство. В отличие от классической литературы со временем такая литература теряет свою актуальность и, вследствие этого, популярность. Существует мнение, что к беллетристике относятся такие произведения классики советской литературы, например, как «Чапаев», «Железный поток», «Как закалялась сталь», «Поднятая целина», «Молодая гвардия».
Беллетристику отличает занимательность содержания, она тяготеет к сюжетности, таким жанрам как дамский роман, детектив, приключения, мистика и т. д. Новые способы изображения действительности, найденные в рамках беллетристики, неизбежно подвергаются тиражированию, превращаясь в признаки жанра. Беллетристика, как правило, опережает по популярности те книги, которые остаются в истории литературы как литературная классика. Немецкоязычное литературоведение оперирует понятию тривиальная литература, противопоставляя её литературе высокой. Признаком тривиальности считается использование тиражируемых сюжетных схем и клише, таких, как детектив, исторический роман или фантастика, и таким образом это понятие максимально близко к тому, что принято называть жанровая литература. Однако понятия жанровой и/или тривиальной литературы и беллетристики хотя и соприкасаются, но не идентичны. Книги в жанре исторического романа или фантастики могут быть как явлениями массовой, ремесленной литературы, так и серьёзной беллетристики.
Беллетристический подход с ориентацией на такие общепринятые ценности и проблемы как поиск жизненного пути, любовь, семья, дружба, предательство и т. д. оказывается востребованным в женской прозе. В современной русской литературе здесь выделяются такие авторы как Галина Щербакова, Виктория Токарева, Дина Рубина, Ирина Муравьёва, Елена Долгопят.
Под «беллетризацией» понимают изложение документального материала с использованием приёмов художественного повествования. Хотя о беллетризованной биографии как жанре литературы заговорили только в начале XX века в связи с творчеством таких авторов как Андре Моруа и Стефан Цвейг, элементы беллетристики были характерны уже для ранних памятников письменности, не являвшихся художественной литературой как таковой — летописей, житий святых и т. п. Именно подобная беллетризация и послужила одним из истоков современной изящной словесности.

## История
Хотя авторы художественных произведений различались по своему таланту всегда, «вертикальная» градация литературы, при которой можно отчётливо выделить второй, средний ряд авторов и произведений, и этот ряд становится серьёзным фактором литературного процесса — продукт нового времени, когда писательство окончательно осознаётся как профессия. В Европе такая градация произошла на рубеже XV и XVI веков, а в России — в конце XVIII столетия.
Впрочем, сохранившиеся образцы античной литературы и такие труды, как «Поэтика» Аристотеля позволяют предположить, что подобное деление имело место и тогда, хотя касалось оно в основном поэтических жанров в виду неразвитости традиций прозы. Тем не менее первые прозаические произведения античной художественной литературы тяготели именно к авантюрным жанрам и могут быть классифицированы, в отличие от эпоса и трагедии, как беллетристика или жанровая литература.
Во времена Предренессанса, вместе с возрождением художественной литературы как явления, можно наблюдать как упрощается рыцарский роман: идея противостояния чувства долгу, занимавшая основоположников жанра, теряется, а подвиг во имя прекрасной дамы превращается в литературное клише. Формирование жанровых канонов прозаического рыцарского романа тесно связано с появлением спроса на индивидуальное чтение и появлением в XV веке книгопечатания. Вместе с тем тиражирование литературных клише ведёт к накоплению недовольства жанровым каноном, что в случае рыцарского романа привело с одной стороны к появлению такого этапного произведения, как «Дон Кихот» Сервантеса, а с другой — к появлению такого нового приключенческого жанра как плутовской роман, в котором фантастика сказок и легенд уступает место реалистичности, а рыцарь — пройдохе.
Первые русские романисты-прозаики, появившиеся во второй половине XVIII века, на фоне господствовавшего тогда классицизма, уступают нишу «высокой литературы» поэтам, таким, как авторы од: Ломоносов и Державин. Фёдор Эмин пишет приключенческие «Похождения Мирамонда» где в сюжете элементы античности перемешаны со средневековьем, в цикле новелл и повестей «Пересмешник» Чулкова нравоучительные сюжеты чередуются с плутовскими, а Матвей Комаров в книге «Жизнь Ваньки Каина», следует традициям французского уголовного романа, основываясь при этом на документальном материале, Комаров также написал «Повесть о милорде Георге», пресловутом «милорде глупом» — образчик уже откровенно массовой литературы. Виктор Шкловский так описал литературную вертикаль тех лет: «Высшее дворянство читает французскую прозу и имеет высокую русскую стихотворную культуру <…> Ниже этой группировки мы имеем группировку писателей-прозаиков. Работа этой группировки обслуживается преимущественно издательством Новикова. Ниже находится группировка Комарова-Захарова. И вся толща русской лубочной книги». И только в самом конце XVIII века, в 1790-е годы Карамзин приносит в русскую литературу образца высокой прозы.
Исаак Гурвич, рассуждая о беллетристике золотого века русской литературы, ставит знак равенства между реалистичной беллетристикой того времени и натуралистической школой. Если основоположника натурализма Золя иногда относят к ряду классиков мировой литературы, а иногда рассматривают как такого же мастера «жанра», как Дюма-отец или Жюль Верн, то его русских последователей, взявших на вооружение впервые опубликованный именно в России манифест «Экспериментальный роман», таких, как Амфитеатров или Боборыкин стабильно относят ко второму ряду русской литературы. Так Гурвич приводит мнение литературоведа В. И. Кулешова, который утверждает что натурализм, это «второстепенная, но никогда не иссякавшая линия» и видит её начало в творчестве таких прозаиков, творивших задолго до Эмиля Золя, как Михаил Чулков, тем самым расширяя. Во второй половине XIX века, когда господствующим литературным течением становится реализм (в случае беллетристики — натурализм), место авантюрно-приключенческого романа, спустившегося в нишу массовой литературы, занимает детектив. Произведения этого жанра, сохранив авантюрно-криминальную природу, во главу угла ставят не вопрос «как это случилось», но, следуя принципам «экспериментального романа», исследующего причинно-следственные связи в человеческом обществе, отвечают на вопрос «почему это произошло».